# Daru
För andra betydelser, se Daru (olika betydelser).

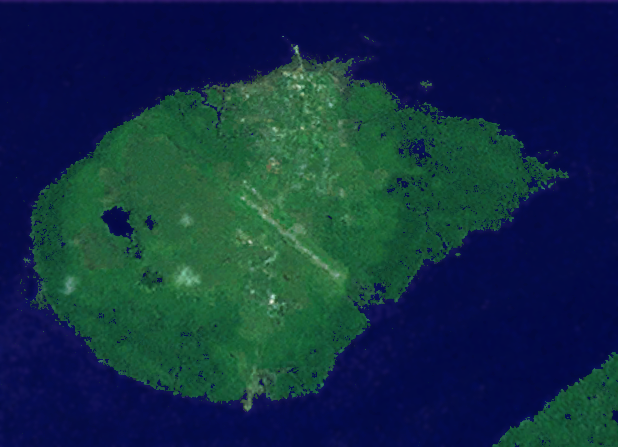
Ön Daru, med staden Daru i mitten.

Daru är huvudorten i Western Province i Papua Nya Guinea. Staden ligger helt och hållet på ön med samma namn, som ligger nära floden Flys mynning, precis norr om Torres sund och Far North Queensland. År 2000 hade Daru 12 879 invånare och är ungefär lika stort som Tabubil, provinsens största stad, och är den andra största kuststaden i Papua Nya Guinea efter huvudstaden Port Moresby.